# Josh Hawley (cestista)
Joshua Daniel Hawley, detto Josh (Irving, 28 ottobre 1996), è un cestista statunitense.

## Palmarès
- Campionato tedesco: 1

Ratiopharm Ulm: 2022-2023